# 烏魯伊
烏魯伊（阿美語：Uroi），是台灣阿美族馬太鞍部落神話中的衣物神，教導人類穿衣服。

## 身世
烏魯伊是神族系譜中第九代神明，她的母親是亡靈引導女神露娜·阿外（Runa awai）、父親是製作占卜器時的需要呼喊的神阿勒孜（Arets），家族可以追溯到第三代的茲洛姆和菈嘎勞。

## 職責
烏魯伊的名字來自於「衣服（Voroi）」，他是衣服之神，教導了人類怎麼穿衣服。據說他最早的信仰是來自南勢阿美族，當地有許多人取名為他的名字，而且衣飾的生產也比較發達。